# Bernard Thibault
Pour les articles homonymes, voir Thibault.
Bernard Thibault, né le 2 janvier 1959 dans le 6e arrondissement de Paris, est un syndicaliste français. De 1999 à 2013, il est le secrétaire général de la Confédération générale du travail (CGT). Après avoir quitté le secrétariat général, il est élu administrateur du Bureau international du Travail.

## Biographie

### Entrée à la SNCF
En 1974, à l'âge de 15 ans, Bernard Thibault entre au centre d’apprentissage de la SNCF de Noisy-le-Sec, dont il sort en 1976 avec un CAP de mécanique générale. Il est aussitôt embauché comme ouvrier qualifié du Matériel, à sa demande, par la SNCF au dépôt de Paris-la Villette.

### Militantisme
En 1977, à tout juste 18 ans, il adhère à la CGT et devient responsable de la commission des jeunes du syndicat. En 1980, il devient secrétaire du syndicat de son dépôt. En 1982, il est élu secrétaire des cheminots CGT Paris-Est.
En 1987, Bernard Thibault adhère au Parti communiste français. Le mois de novembre de la même année, il rejoint le bureau fédéral des cheminots CGT.
Il devient secrétaire général adjoint de la Fédération CGT des cheminots en 1990, puis est élu secrétaire général de la Fédération en 1993, mandat qu'il exerce jusqu’en 1999.
Bernard Thibault est l'une des figures principales des grèves de 1995 qui ont fait plier le gouvernement sur sa réforme des retraites. Selon René Mouriaux, il serait devenu l'un des symboles du renouveau de la CGT.
En 1997, il entre au bureau confédéral de la CGT et, en 1999, il prend la tête de la confédération lors de son 46e congrès.
De 1997 à octobre 2001, il est membre du conseil national du PCF. Il quitte ses responsabilités nationales au PCF en 2001 pour marquer la fin du concept de la CGT « courroie de transmission » du Parti communiste.
Resté membre du Parti communiste, il lui apporte son soutien notamment lors des élections européennes de 2019 en appelant à voter pour la liste menée par Ian Brossat,[Pas dans la source].
Il appelle à voter pour Fabien Roussel lors de l'élection présidentielle de 2022.
Lors des élections européennes de 2024 en France, il soutient la liste « Gauche unie pour le monde du travail » qui est composée du Parti communiste français, de la Gauche républicaine et socialiste, du Mouvement républicain et citoyen, des Radicaux de Gauche et de L'Engagement, parti fondé par Arnaud Montebourg.

### Secrétaire général de la CGT

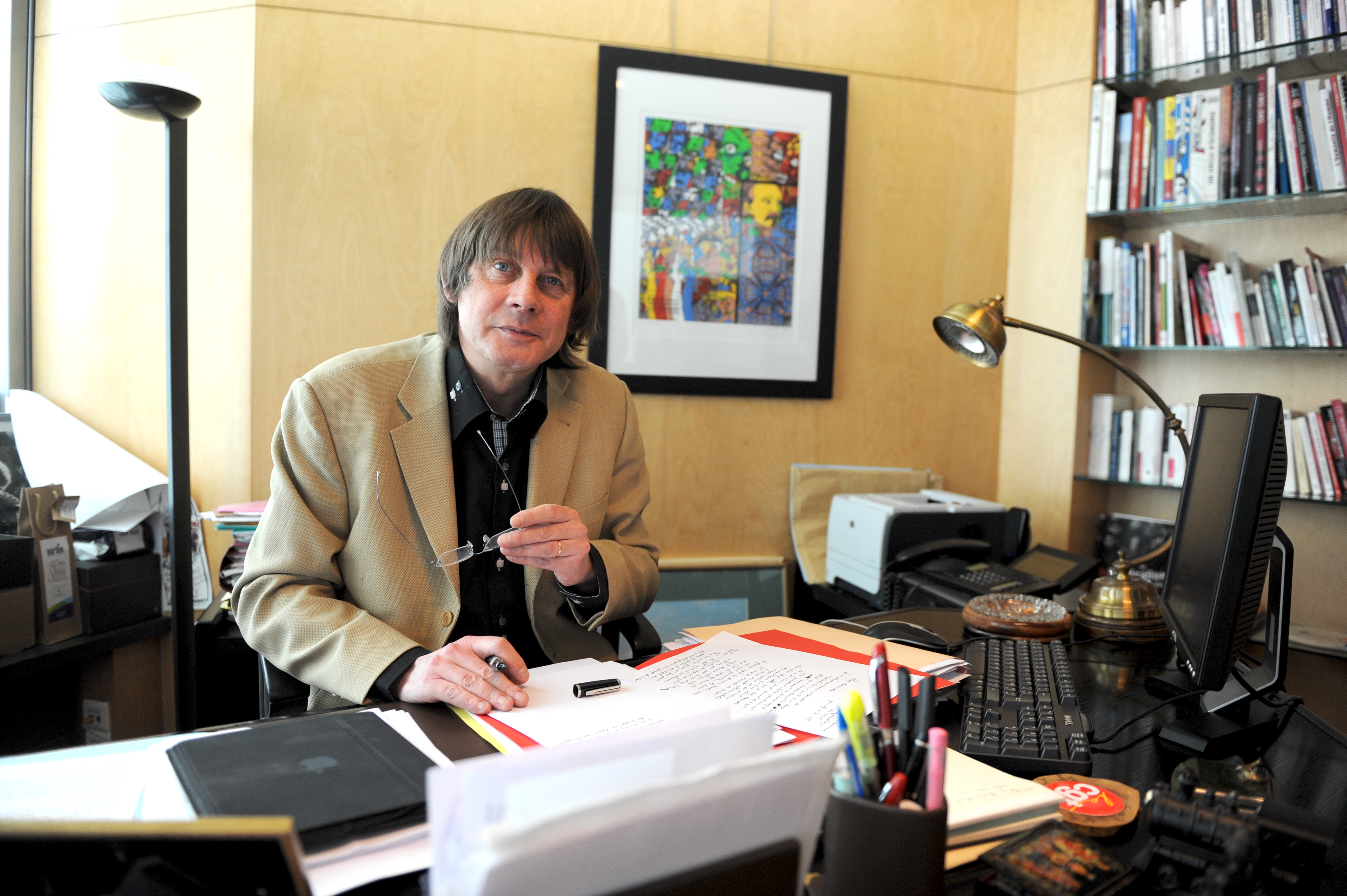
Bernard Thibault, Secrétaire général de la CGT, à son bureau à Montreuil le 04 avril 2012.

En février 1999, à l'issue du congrès de la CGT, Bernard Thibault prend ses fonctions de secrétaire général de la CGT, succédant à Louis Viannet.
Plus jeune que ses prédécesseurs et à la faveur également de la reprise économique en France de la fin du XXe siècle, il parvient à redresser les effectifs de la CGT. Les difficultés internes de la CFDT nées des suites de la loi Fillon sur les retraites, qui entraînent des transferts d'adhésions d'une confédération à l'autre, renforcent le rôle de la CGT.

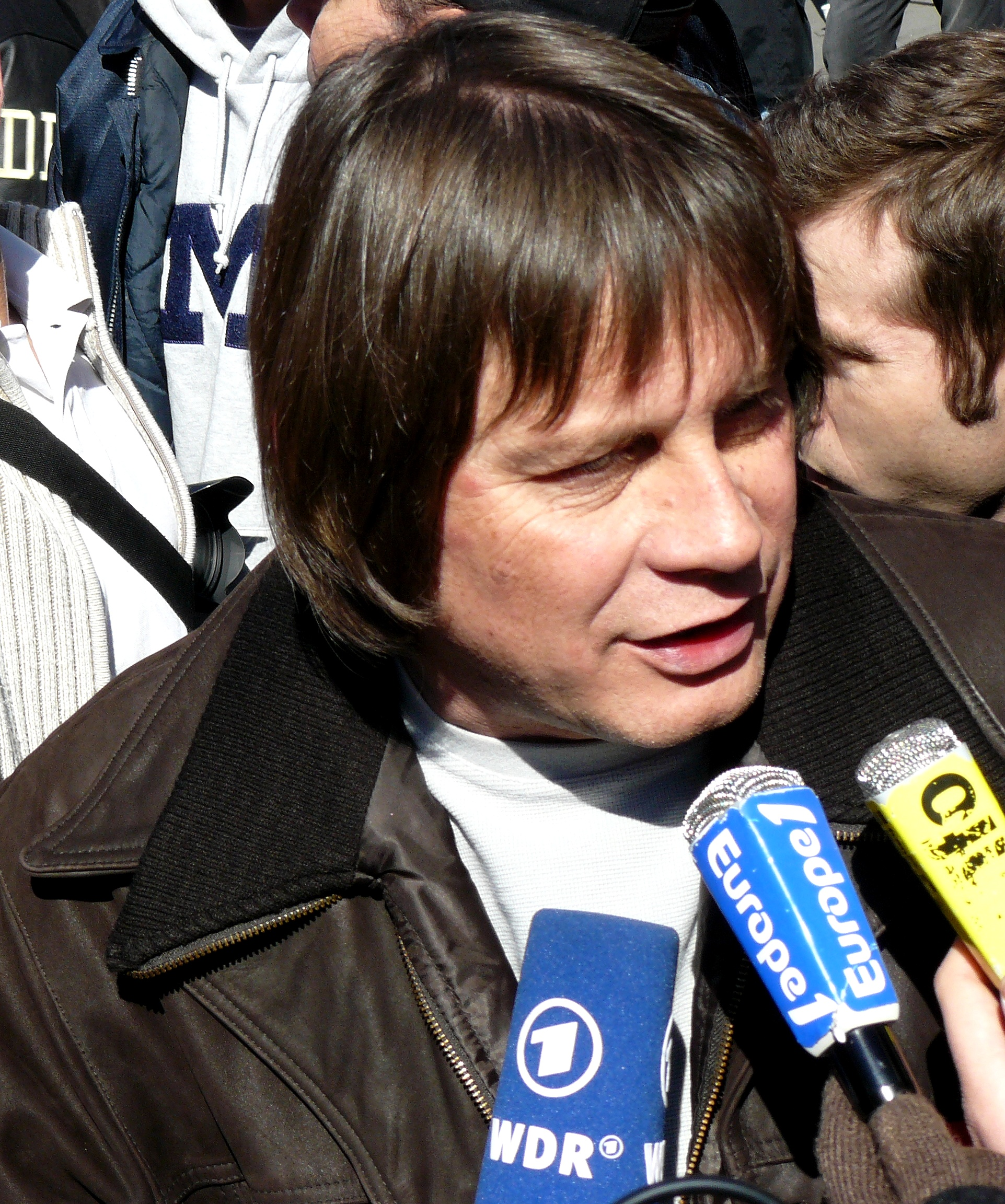
Bernard Thibault en 2009.

Favorable au projet de traité constitutionnel européen, il est mis en minorité par le comité confédéral national (souvent présenté comme le « parlement » de la CGT), le 9 février 2005, sans que cela remette en cause son mandat à la tête du syndicat.
Le 11 décembre 2009, il est réélu, lors d'un comité confédéral national siégeant en clôture du 49e congrès de la CGT, pour un nouveau mandat de trois ans, et exerce la fonction de secrétaire général jusqu'au 50e congrès, à l'automne 2012. Depuis 2009, une contestation interne l'accuse d'être trop consensuel dans ses relations avec le gouvernement et le patronat,,,. 
En 2010, Thibault est l'un des dirigeants syndicaux qui ont appelé aux grandes manifestations et grèves contre la réforme des retraites.
Le 1er mai 2012, il annonce qu'il votera pour le candidat socialiste François Hollande au second tour de l'élection présidentielle.
En 2013, Bernard Thibault quitte ses fonctions de secrétaire général de la CGT lors du 50e congrès et est remplacé par Thierry Lepaon.

### Membre au Bureau international du travail
En 2014, Bernard Thibault est élu au conseil d'administration du Bureau international du travail en tant que représentant des travailleurs, poste longtemps occupé par Marc Blondel de FO. 
Il déplore la faiblesse des pouvoirs de l'institution, ses délibérations n'ayant pas de caractère contraignant pour les États.
Il cesse d'exercer sa fonction en 2021.

### Vie familiale
Il est marié et a deux enfants.

## Publications
- Qu'est-ce que la CGT ?. Deux éditions imprimées :
  - Qu'est-ce que la CGT ?, Paris, Éditions de l'Archipel, coll. « L'information citoyenne », 2002, 1re éd., 123 p. (ISBN 978-2-84187-365-4, BNF 38892075)
  - Deuxième édition, entièrement revue et augmentée : Bernard Thibault, Qu'est-ce que la CGT ?, Paris, Éditions de l'Archipel, coll. « L'information citoyenne », 2008, 2e éd., 133 p. (ISBN 978-2-84187-999-1, BNF 41215731)
  - version librement téléchargeable, reproduisant l'édition imprimée de 2008, sur le site infocit.com, avec l'agrément des éditions L'Archipel
- Bernard Thibault, Pierre-Marie Thiaville et Marcel Trillat, Ma voix ouvrière, Éditions Stock, 2004, 227 p. (ISBN 978-2-234-05738-8, BNF 39301292)
- Bernard Thibault et Pierre Coutaz, La troisième guerre mondiale est sociale, Ivry-sur-Seine, Éditions de l'Atelier, 216 p. (ISBN 978-2-7082-4483-2, BNF 45021189)